# På långfärd med Snark
På långfärd med Snark är en bok av Jack London där han beskriver sina seglingsäventyr i södra Stilla havet.

## Beskrivning
I boken berättar Jack London om sina seglingsäventyr över södra Stilla havet i segelbåten Snark. Med på resan var hans fru Charmian London och en liten besättning. London var en självlärd seglare och navigatör och i boken berättar han för läsaren om sina lärdomar och upptäckter. Resan tar besättningen till exotiska öar såsom Hawaii och Salomonöarna.
Jack London började bygga en tvåmastad segelskuta 1906 och planerade en Världsomsegling som skulle ta sju år. Ketchen döptes till Snark efter Lewis Carrolls dikt "Snarkjakten". Hon hade två master och var 45 fot (13,7 meter) i vattenlinjen. Våren 1907 seglade Snark ut från San Francisco med destination södra Stilla havet.

## Utgåvor på svenska
- 1911 – På långfärd med Snark
- 1917 – På långfärd med Snark (2:a, illustrerad upplaga)
- 1925 – På långfärd med Snark
- 2019 – På långfärd med Snark